# Krasnaje Bierazino
Krasnaje Bierazino (biał. Краснае Беразіно, ros. Красное Березино, Krasnoje Bieriezino) – wieś na Białorusi, w obwodzie witebskim, w rejonie dokszyckim, w sielsowiecie Dokszyce. W 2019 liczyła 237 mieszkańców.